# Дружилівська волость
Дружилівська волость — історична адміністративно-територіальна одиниця Кобринського повіту Гродненської губернії Російської імперії. Волосний центр — містечко Дружиловичі.

## У складі Польщі
Після анексії Полісся Польщею волость отримала назву ґміна Дружиловіче і включена до Дорогичинського повіту Поліського воєводства Польської республіки (гміна). Адміністративним центром було село Дружиловичі.
1 січня 1926 р. розпорядженням Міністра внутрішніх справ Польщі вилучено село Закалля з ґміни Дружиловіче і включено до ґміни Мотоль.
Розпорядженням Ради Міністрів Польщі 19 березня 1928 р. ліквідовано ґміну Дружиловіче, а належні до неї поселення включено:
- села Лучки (біл. Лучкі), Смердяче і Замошшя (біл. Замошша) та фільварок Замошшя — до ґміни Мотоль Дорогичинського повіту;
- село Варатицьк (біл. Вартыцк) — до ґміни Бердзєж Дорогичинського повіту;
- село Борова (біл. Баравая) — до ґміни Пожече Пінського повіту
- решту сіл — до ґміни Янув Дорогичинського повіту.